# Karaganda
Karaganda of Qarağandı (Kazachs: Қарағанды, Qaraghandy; Russisch: Караганда, Karaganda) is de hoofdstad van de gelijknamige oblast (oblısı) in het centrum van Kazachstan, tussen de hoofdstad Astana en de grootste stad Almaty. Voor de onafhankelijkheid van Kazachstan in 1991 was de officiële naam van de - met district gelijkgestelde - stad Karaganda, de Russische naam die het meest gebruikelijk is in het Nederlands.
De stad had begin 2015 492.000 inwoners, waarvan 46 % Russen, 36 % Kazachen en 4,8 % Oekraïners.
Stalin richtte hier een beruchte goelag op.

## Bezienswaardigheden
- Kathedraal Onze-Lieve-Vrouwe van Fatima

## Economie
Steenkoolwinning speelt een belangrijke rol in de economie van de regio rond Qarağandı. In de nabijgelegen stad Temirtaū bevindt zich een groot hoogovencomplex, nu eigendom van het staalbedrijf ArcelorMittal.

## Bevolking
Behalve inwoners van Russische en Kazakse etniciteit, genaamd Karagandanaren, heeft Karaganda ook een belangrijk deel inwoners van Duitse afkomst. Na Operatie Barbarossa in 1941 werden de Rusland-Duitsers grotendeels naar Siberië en Centraal-Azië gedeporteerd. Daarnaast werd er een groot kamp voor Duitse krijgsgevengenen opgericht, zodat de totale bevolking aan het eind van de oorlog voor rond 70% uit Duitsers bestond.
Na het uiteenvallen van de Sovjet-Unie is een groot deel van de er nog wonende Duitsers naar Duitsland geëmigreerd. Hun aandeel beslaat nu nog slechts 3,31 % (2010).

## Geboren
- Achmat Kadyrov (1951-2004), president van Tsjetsjenië (2003-2004)
- Dmitriy Gaag (1971), triatleet
- Michail Koeznetsov (1971), triatleet
- Pavel Alexandrovitsj Doema (1981), ijshockeyspeler
- Dmitriy Karpov (1981), meerkamper
- Jekaterina Ajdova (1991), langebaanschaatsster
- Stanislav Palkin (1996), langebaanschaatser
- Gennadiy Golovkin (1982), bokser